# Nextyle.
Nextyle.（ネクスタイル）は、日本の芸能事務所「スタイルコーポレーション」に所属していた、女性4人組のアイドルグループである。

## 概要
2015年3月14日、4年間続いたS*CREWの後継となるスーパー耐久の2015年度イメージガールとして、葉山もか、青山愛、白倉有紗、三上夏奈の4人が選ばれたことを発表。同年3月25日、Ameba Studioにて生放送された『STYLE ch!』（スタイルチャンネル）においてユニット名が「Nextyle.」と決まった。
ユニット名は「Next Level」（ネクストレベル）のNextと、所属するスタイルコーポレーションの「STYLE」（スタイル）を掛け合わせた造語である。S耐のイメージガールとしては、名称の頭に「N」が付く初のユニットとなり、またメンバー全員が平成生まれ&1990年代生まれに統一された初のユニットともなった。
2001年の「Baccara Five」以来14年間担当した、スタイルコーポレーション所属者による最後のスーパー耐久公式イメージガールユニットでもある（翌2016年から2021年まで『D'station フレッシュエンジェルズ』が公式イメージガールを担当）。

## メンバー
JUICY以来5年ぶりに4人全員が関東地方出身者に統一されているが、2008年の「JEWEL」以来、7年ぶりに血液型がA型のメンバーが不在となった。
※生年月日順

### 葉山もか
葉山 もか（はやま もか・1991年7月30日 - ）は、日本のモデル・レースクイーンであり、Nextyle.の最年長メンバーである。神奈川県出身。愛称は「もかお」。
- 趣味は英会話、ヨガ、リンパマッサージ。
- 三代目J Soul Brothersのファンで、ライブに行くことがストレス発散だという[5]。
- 表舞台から退いた現在は、保護犬1匹と保護猫4匹と共に生活している。

外部リンク
- MOKA🌸（葉山もか） (@hayamamoka) - X（旧Twitter）

### 青山愛
青山 愛（あおやま まな・1991年12月14日 - ）は、日本のモデル・レースクイーンであり、Nextyle.のメンバー。千葉県出身。愛称は「まなち」。
元テレビ朝日アナウンサーの青山愛（あおやま めぐみ）とは異なる。
- 兄・弟・妹がいる4兄妹の2番目[6]。
- 20歳の頃からイベントコンパニオンの仕事をしていた[7]。S*CREWのメンバーだった岬ゆうかはその頃からの親友で、今でも仲が良い[8]。
- 趣味はヨガ、カラオケ、ダーツ、かわいい犬の動画を観ること。特技は水泳。

外部リンク
- 青山愛「まなちの1日♡」（ブログ）
- 青山愛☆Nextyle. (@mana_aoyama_) - X（旧Twitter）

### 白倉有紗
白倉 有紗（しらくら ありさ・1992年3月23日 - ）は、日本のモデル・レースクイーンであり、Nextyle.のメンバーである。東京都出身。愛称は「ありちゃん」。
- エヴァンゲリオンレーシングのRQだった水谷望愛に憧れレースクイーンを目指すようになる[9]。その後2014年のZENT sweetiesメンバーだった小嶋千尋[注 2]と会ったことを機に2015年1月からスタイルコーポレーションに入所。2か月後にNextyle.メンバーとなった[9]。
- 趣味はアニメを見ること、スキューバダイビング、料理。
- アイドル好きで、モーニング娘。の鞘師里保、乃木坂46の生駒里奈を好む[9]。元SKE48の松井玲奈の握手会にも行ったことがあるという[9]。
- 2歳下のグラビアアイドル・仲谷実紗（旧「桂木澪」）と仲が良く、一緒に沖縄を旅したことも[10]。
- 2015年10月10日 - 11日にツインリンクもてぎで行われた『FIM MotoGP 世界選手権シリーズ第15戦 MOTUL 日本グランプリ』では、大関沙織と共にIDEMITSU HONDA Team Asiaのレースクイーンを務めた[11]。
- 2015年の東京モーターショーにLEXUSブースのコンパニオンとして参加[12]。名古屋や大阪、福岡、札幌、東北モーターショー in 仙台2016にも出演した[13][14]。

外部リンク
- ありちゃんぶろぐ☆（ブログ）
- 白倉有紗 (@arisa_shirakura) - X（旧Twitter）

### 三上夏奈
三上 夏奈（みかみ なつな・1992年9月21日 - ）は、日本のモデル・レースクイーンであり、Nextyle.の最年少メンバーでもある。千葉県出身。愛称は「なぴ」。
フジテレビアナウンサーの三上真奈とは何の関係も無い。
- 高校時代はギャル雑誌の読者モデルをしていた[15]。男性アーティスト・N.O.B.U!!!のシングル『フライパン』（2013年）のPV出演[16]などを経て、2014年からスタイルコーポレーションに所属し現在に至る。
- J-NETWORK（キックボクシング）のラウンドガール『JKG』（J-NET KICKBOXING GIRLS）[17]や2016年 - 2017年度のパンクラスラウンドガール[注 3]を務めた他、「DJ Napi」としてクラブイベントに出演しDJ活動もしていた[20]。
- 趣味は料理、スノーボード、ゴルフ、カラオケ。特技は剣道（2段）[21]。妹がいる[22]。

| 年     | 出演ブース | 共演者                                   |
| ------ | ---------- | ---------------------------------------- |
| 2015年 | M'z SPEED  | 矢部文野、葉山もか、青山愛               |
| 2016年 | M'z SPEED  | 武田しのぶ、山川ひかる、林亜美、一安優希 |

## 作品

### CD
- Nextyle.（2015年7月29日発売、Go!Go!Records／ダイキサウンド）

1. Nextyle.
2. La Dolce Vita
3. ぜんしん・愛・らぶ・ゆー（青山愛ソロ曲）
4. アシタヘ（葉山もかソロ曲）
5. another（白倉有紗ソロ曲）
6. てがみ（三上夏奈ソロ曲）

## その他
- イメージガールのコスチュームは葉山もかと青山愛が考案したもので[24]、上着の右胸にはスーパー耐久のロゴと、S耐の協賛スポンサーである横浜ゴムのロゴがプリントされている。2015年の日本レースクイーン大賞では、コスチューム部門でS耐イメージガールとしては珍しくエントリーされていたが、グランプリ受賞はならなかった。
- 2015年7月4日と5日の富士スピードウェイ戦開催時には、同サーキットのイメージガールユニット『クレインズ』[注 5]と共に表彰式のアシスタントを務めており、その時の記念写真が公式ブログ「アレコレクレインズ」[25]に掲載されている。
- 2015年9月5日と6日の岡山国際サーキット戦では、葉山が体調不良により欠席[26]。オフィシャルステージでは残る3人（青山・白倉・三上）のパフォーマンスが見られる事態となった。また2016年2月6日のラスト撮影会では、白倉が体調不良で欠席したため、残る3人（葉山・青山・三上）のみの出演となった[2]。
- 先述した通り2016年からスタイル所属者に代わり、D'stationフレッシュエンジェルズがS耐の公式イメージガールに就任したが、2015年8月1日と2日のオートポリス戦以降、フレッシュエンジェルズがスーパー耐久の応援ガールを務めており、レース前のセレモニーでNextyle.と共演する姿が見られた[27]。